# Kader (Name)
Kader ist ein arabischer und türkischer Personenname.

## Herkunft und Bedeutung
Kader ist im Arabischen ein männlicher und im Türkischen ein weiblicher Vorname arabischer Herkunft. Als Transkriptionsvariante von Qadir kommt er als männlicher Vorname sowie als Familienname vor. Der Name ist arabischen Ursprungs und bedeutet „Schicksal“ bzw. „Vorbestimmung“. Zu Qadir (eigentlich Qādir) gehören auch die Formen Abdul Kader, Abd El-Kader usw.
In Bangladesch ist auch die Schreibvariante Quader verbreitet.
Zur Etymologie von Qadir
Die Transkription Qadir steht für zwei unterschiedliche Varianten des Namens im Arabischen (arabisch قدير, arabisch قادر), die beide von derselben Wurzel q-d-r und dem I. Verbalstamm abgeleitet sind. Qādir bezeichnet jemanden, der mächtig/fähig ist (Partizip aktiv) und Qadīr ist das Eigenschaftswort für mächtig/fähig. Wobei es sich bei der abgeleiteten Form arabisch القادر (al-Qadir) auch um einen der 99 Namen Allahs handelt.

## Namensträger

### Männlicher Vorname
- Kader Abdolah (* 1954), iranischer Schriftsteller
- Kader Abubakar (* 1999), ivorischer Fußballtorhüter
- Kader Amadou Dodo (* 1989), nigrischer Fußballspieler
- Kader Arif (* 1959), französischer Politiker
- Kader Attia (* 1970), französischer Installationskünstler und Fotograf
- Salahuddin Quader Chowdhury (1949–2015), bangladeschischer Politiker
- Kader Firoud (1919–2005), französischer Fußballspieler und -trainer
- Abdul Kader Keïta (* 1981), ivorischer Fußballspieler
- Kader Kohou (* 1998), ivorisch-amerikanischer American-Football-Spieler
- Abdul Quader Molla (1948–2013), bangladeschischer Politiker
- Kader Nouni (* 1976), französischer Tennisschiedsrichter

### Weiblicher Vorname
- Kader Loth (* 1973), deutsches Fotomodell türkischer Herkunft

### Familienname
- Abbas Abaneh Kader (* 1987), dschibutischer Fußballspieler
- Abd el-Kader (1808–1883), algerischer Freiheitskämpfer
- Anouar Abdul Kader (* 1953), syrischer Fußballspieler
- Bronisław  Kader (1863–1937), polnischer Chirurg
- Cagatay Kader (* 1997), deutscher Fußballspieler
- Hande Kader (1993–2016), türkisch-kurdische Transgender-Frau und Menschenrechtsaktivistin
- Ingeborg Kader (* 1959), deutsche Klassische Archäologin
- Karzan Kader (* 1982), schwedisch-irakischer Regisseur
- Mahmoud Abd El-Kader (* 1985), ägyptischer Volleyballspieler
- Mohamed Kader (* 1979), togoischer Fußballspieler
- Moustafa Abdel Kader (* 1939), ägyptischer Leichtathlet
- Talal Hassoun Abdel Kader (* 1953), irakischer Gewichtheber